# اچ‌ام‌ای‌اس گولگوای
اچ‌ام‌ای‌اس گولگوای (به انگلیسی: HMAS Goolgwai) یک کشتی است که طول آن ۱۲۵٫۷ فوت (۳۸ متر) می‌باشد. این کشتی در سال ۱۹۱۹ ساخته شد.